# Día de la Lealtad (Estados Unidos)
El Día de la Lealtad (en inglés Loyalty Day) se celebra el 1 de mayo en los Estados Unidos con el objetivo de "reafirmar la lealtad a los Estados Unidos y al reconocimiento de la herencia de la libertad estadounidense". La fecha fue fijada en el contexto del Segundo Temor Rojo, para contrarrestar la celebración del Día Internacional de los Trabajadores.

## Historia
La festividad fue primero establecida en 1921, durante el Primer Temor Rojo y originalmente fue llamado Día de la Americanización que en el país fue celebrado desde 1886 tras la masacre de Haymarket en Chicago.
Durante el Segundo Temor Rojo fue reconocida por el Congreso de los Estados Unidos en la sesión del 27 de abril de 1955. El presidente Dwight D. Eisenhower la proclamó el 1 de mayo de 1955, que se celebró por primera vez en aquella oportunidad. En 1958, Eisenhower instó al Congreso para cambiar el Día de Salud del Niño al primer lunes en octubre, para evitar la coincidencia con el Día de Lealtad.  Esta celebración ha sido proclamada como una festividad oficial cada año por todos los presidentes desde su implementación como feriado nacional.